# Le Château noir
Le Château noir (titre originel : Shadows Linger) est le titre du deuxième volet du Cycle de la Compagnie noire et deuxième tome des Livres du Nord (suivant La Compagnie noire) ; cette œuvre paraît en octobre 1984 dans sa première édition anglaise. La maison d'édition L'Atalante publie ce livre en 1999 en France.

## Résumé
Peu de temps après la Bataille de Charme, la Dame envoie la Compagnie noire à Rouille, où Murmure a défait les dernières poches de résistance. Après un long périple, Toubib est convoqué par le Capitaine qui l'informe de son départ immédiat pour la ville de Génépi dans l'extrême-nord du continent où les nouveaux Asservis — Plume et Trajet — contrent une menace inquiétante. Toubib, Elmo et quelques autres accompagnent Murmure en tapis, pendant que le reste de la Compagnie entame une longue marche, menée par le Boiteux.
En parallèle, Corbeau, établi à Génépi avec Chérie chez Marron Shed, un tenancier couard, s'enrichit en vendant des corps à une éminence noire qui pousse sur une colline et à ses occupants nécromanciens. Corbeau met de l'argent de côté pour fuir le Nord avec Chérie. Mais le château s'avère être une porte reliée aux Tumulus par laquelle le Dominateur espère quitter son tombeau. Toubib découvre la présence de Corbeau et son rôle inconscient dans l'expansion du mal ; il tente de le trouver avant les Asservis, mais Corbeau prend la fuite par la mer, abandonnant son rôle à Shed, qui change au contact des nécromanciens et de l'argent. Toubib et ses quelques compagnons, venus en éclaireurs de la Compagnie, tentent de débusquer ceux qui apportent les corps au château, jusqu'à mettre la main sur Shed.
Arrivée à son terme, la magie des nécromanciens ouvre un portail que la Dame en personne vient combattre. La Compagnie noire, arrivée peu de temps auparavant, participe au combat, mais, persuadés que la Dame laissera Murmure et le Boiteux se venger d'eux, Toubib et une partie de ses compagnons s'enfuient, grâce au sacrifice du Capitaine. Dans un dernier souffle, le Dominateur hurle le nom d'Ardath, qu'il supposait être celui de sa femme, mais sans conséquence, et est renvoyé dans les tréfonds de sa prison souterraine. La Dame contacte Toubib par la pensée pour l'appeler au retour, une proposition déclinée, le chroniqueur préférant partir à la recherche de ses amis Corbeau et Chérie.
Toubib, Pilier et Elmo retrouvent Marron Shed, impliqué lui aussi dans la sombre affaire du Château noir, et Bœuf, un prévot chargé de le poursuivre, qui demandent à les rejoindre. Le petit groupe apprend par Shed qu'il existe d'autres Châteaux noirs qui grandissent, et ils tentent de mettre un terme à cette propagation. Mais ils se retrouvent confrontés au Boiteux, finalement mis en pièces et laissé pour mort. La Dame furieuse exhorte à nouveau Toubib de la rejoindre, le menaçant puis l'implorant. Toubib, après avoir révélé à la Dame les dangers des futurs Châteaux, finit par retrouver Chérie et une partie des membres de la Compagnie qui avait fui Génépi, parmi lesquels le Lieutenant. Il apprend la mort de Corbeau, emporté apparemment par un accident bête au moment où ils allaient le retrouver.
Dans les dernières pages, Toubib apprend au reste de la Compagnie que Chérie est la réincarnation de la Rose Blanche et qu'il faut attendre le prochain passage de la Comète pour œuvrer contre la Dame.